# DivDAX
| DivDAX-Logo      |              |
| Performanceindex |              |
| ISIN             | DE000A0C33D1 |
| WKN              | A0C33D       |
| Kursindex        |              |
| ISIN             | DE000A0C33C3 |
| WKN              | A0C33C       |
| 15 Aktien        |              |

Der DivDAX ist ein Aktienindex, der die 15 Aktien mit den höchsten Dividendenrenditen aus den 40 Unternehmenswerten des DAX enthält. Der 2005 eingeführte, als Historienreihe bis 1999 zurückverfolgbare DivDAX liefert Kapitalanlegern einen Vergleichsmaßstab für die Wertentwicklung von Aktien mit hohen Dividendenrenditen.
Es gibt zahlreiche Indexzertifikate und Investmentfonds, die den DivDAX abbilden.
Historischer Hintergrund für die Schaffung des DivDAX war die unter der Bezeichnung Dogs of the Dow bekannt gewordene Dividendenstrategie. Diese sieht vor, sich bei der Aktienauswahl nach der Höhe der Dividendenrendite zu richten.

## Definition und Aktualisierung
Die Deutsche Börse setzt den DivDAX zeitgleich mit dem DAX jährlich im September neu zusammen und berechnet ihn als Performanceindex und als Kursindex. Eine enthaltende Aktie soll nicht mehr als 10 Prozent Indexgewicht haben. Der DivDAX ist so zusammengesetzt, dass er die 15 Aktien des DAX mit den höchsten Dividendenrenditen enthält. Zur Berechnung der Dividendenrendite wird die im aktuellen Jahr bereits gezahlte Dividende durch den Schlusskurs der Aktie geteilt, welchen diese am Tag vor der Dividendenausschüttung hatte. Die Anpassung der Indexgewichtung erfolgt vierteljährlich.
Die Indexbasis liegt bei 100 Punkten per 17. September 2004.

## Zusammensetzung
Die folgende Tabelle stellt die Zusammensetzung des DivDAX im Jahr 2024 dar:
| Name                 | ISIN         | Branche           | Indexgewicht | Dividende je Aktie in Euro | Schlusskurs vor Dividendenzahlung in Euro | Dividendenrendite (2024) | Vertreten seit: (Jahr) |
| -------------------- | ------------ | ----------------- | ------------ | -------------------------- | ----------------------------------------- | ------------------------ | ---------------------- |
| Allianz              | DE0008404005 | Versicherungen    | 10,78 %      | 13,80                      | 274,00                                    | 5,04 %                   | 2007                   |
| BASF                 | DE000BASF111 | Chemie            | 9,58 %       | 3,40                       | 51,05                                     | 6,66 %                   | 1999                   |
| Bayer                | DE000BAY0017 | Chemie            | 9,43 %       | 0,11                       | 27,38                                     | 0,40 %                   | 2016                   |
| BMW                  | DE0005190003 | Automobile        | 5,74 %       | 6,00                       | 103,20                                    | 5,81 %                   | 2011                   |
| Daimler Truck        | DE000DTR0CK8 | Automobile        | n.a.         | 1,90                       | 41,36                                     | 4,59 %                   | 2023                   |
| Deutsche Bank        | DE0005140008 | Finanzen          | n. a.        | 0,45                       | 15,82                                     | 2,84 %                   | 2023                   |
| Deutsche Post        | DE0005552004 | Logistik          | 9,15 %       | 1,85                       | 40,10                                     | 4,61 %                   | 2002                   |
| Deutsche Telekom     | DE0005557508 | Telekommunikation | 9,29 %       | 0,77                       | 22,55                                     | 3,41 %                   | 2005                   |
| E.ON                 | DE000ENAG999 | Versorger         | 5,05 %       | 0,53                       | 13,42                                     | 3,95 %                   | 1999                   |
| Heidelberg Materials | DE0006047004 | Baustoffe         | 1,78 %       | 3,00                       | 100,25                                    | 2,99 %                   | 2021                   |
| Mercedes-Benz        | DE0007100000 | Automobile        | n. a.        | 5,30                       | 72,94                                     | 7,27 %                   | 2022                   |
| Münchener Rück       | DE0008430026 | Versicherungen    | 7,45 %       | 15,00                      | 422,90                                    | 3,55 %                   | 2005                   |
| Porsche              | DE000PAH0038 | Automobile        | 2,65 %       | 2,56                       | 49,01                                     | 5,22 %                   | 2021                   |
| Volkswagen           | DE0007664039 | Automobile        | 6,65 %       | 9,06                       | 120,85                                    | 7,50 %                   | 2021                   |
| Vonovia              | DE000A1ML7J1 | Immobilien        | 5,56 %       | 0,90                       | 28,11                                     | 3,20 %                   | 2020                   |

## Zusammensetzungshistorie
Seit der rechnerischen Erstberechnung des DivDAX am 20. September 1999 wurden zahlreiche Anpassungen an seiner Zusammensetzung vorgenommen. Ursprünglich waren folgende 15 Werte Bestandteil des Index:
| - Adidas - BASF - Bayer - Bayerische Hypo- und Vereinsbank - BMW | - Daimler - Deutsche Lufthansa - E.ON - Henkel - Linde | - MAN - Metro - Münchener Rück - Schering - Volkswagen |

Ausgehend von dieser anfänglichen Zusammensetzung wurden folgende Veränderungen vorgenommen:
| Datum         | Aufgenommene Aktien          | Ausgeschiedene Aktien        | Ursache / Anmerkung |
| ------------- | ---------------------------- | ---------------------------- | --- |
| 18. Sep. 2000 | Commerzbank                  | Münchener Rück               | Anpassung gemäß Dividendenrendite für das Jahr 2000 |
| 18. Sep. 2000 | TUI                          | BMW                          | Anpassung gemäß Dividendenrendite für das Jahr 2000 |
| 18. Sep. 2000 | ThyssenKrupp                 | Bayer. Hypo- und Vereinsbank | Anpassung gemäß Dividendenrendite für das Jahr 2000 |
| 24. Sep. 2001 | Siemens                      | Henkel                       | Anpassung gemäß Dividendenrendite für das Jahr 2001 |
| 24. Sep. 2001 | Deutsche Telekom             | Adidas                       | Anpassung gemäß Dividendenrendite für das Jahr 2001 |
| 24. Sep. 2001 | RWE                          | MAN                          | Anpassung gemäß Dividendenrendite für das Jahr 2001 |
| 23. Sep. 2002 | Bayer. Hypo- und Vereinsbank | Deutsche Lufthansa           | Anpassung gemäß Dividendenrendite für das Jahr 2002 |
| 23. Sep. 2002 | MAN                          | Schering                     | Anpassung gemäß Dividendenrendite für das Jahr 2002 |
| 23. Sep. 2002 | Deutsche Post                | Siemens                      | Anpassung gemäß Dividendenrendite für das Jahr 2002 |
| 22. Sep. 2003 | Siemens                      | Commerzbank                  | Anpassung gemäß Dividendenrendite für das Jahr 2003 |
| 22. Sep. 2003 | Deutsche Lufthansa           | Deutsche Telekom             | Anpassung gemäß Dividendenrendite für das Jahr 2003 |
| 22. Sep. 2003 | Allianz                      | Bayer. Hypo- und Vereinsbank | Anpassung gemäß Dividendenrendite für das Jahr 2003 |
| 17. Sep. 2004 | Schering                     | Siemens                      | Anpassung gemäß Dividendenrendite für das Jahr 2004 |
| 17. Sep. 2004 | Henkel                       | Allianz                      | Anpassung gemäß Dividendenrendite für das Jahr 2004 |
| 17. Sep. 2004 | Deutsche Bank                | Deutsche Lufthansa           | Anpassung gemäß Dividendenrendite für das Jahr 2004 |
| 31. Jan. 2005 | Lanxess                      |                              | Lanxess wird von Bayer abgespalten. Um Verzerrungen in der DivDAX-Berechnung zu vermeiden, umfasste der DivDAX am 31. Januar 2005 erstmals 16 Werte. Mit dem Schlusskurs von Lanxess wurde die Gewichtung von Bayer zum 1. Februar 2005 neu berechnet und Lanxess wurde wieder aus dem DivDAX genommen. |
| 1. Feb. 2005  |                              | Lanxess                      | Lanxess wird von Bayer abgespalten. Um Verzerrungen in der DivDAX-Berechnung zu vermeiden, umfasste der DivDAX am 31. Januar 2005 erstmals 16 Werte. Mit dem Schlusskurs von Lanxess wurde die Gewichtung von Bayer zum 1. Februar 2005 neu berechnet und Lanxess wurde wieder aus dem DivDAX genommen. |
| 19. Sep. 2005 | Deutsche Telekom             | Henkel                       | Anpassung gemäß Dividendenrendite für das Jahr 2005 |
| 19. Sep. 2005 | Deutsche Lufthansa           | Linde                        | Anpassung gemäß Dividendenrendite für das Jahr 2005 |
| 19. Sep. 2005 | Münchener Rück               | Schering                     | Anpassung gemäß Dividendenrendite für das Jahr 2005 |
| 18. Sep. 2006 | Altana                       | Volkswagen                   | Anpassung gemäß Dividendenrendite für das Jahr 2006 |
| 18. Juni 2007 | Deutsche Börse               | Altana                       | Nach dem Verkauf der Pharmasparte an Nycomed, zu geringe Marktkapitalisierung von Altana |
| 24. Sep. 2007 | Hypo Real Estate             | Bayer                        | Anpassung gemäß Dividendenrendite für das Jahr 2007 |
| 24. Sep. 2007 | Allianz                      | MAN                          | Anpassung gemäß Dividendenrendite für das Jahr 2007 |
| 24. Sep. 2007 | Commerzbank                  | Metro                        | Anpassung gemäß Dividendenrendite für das Jahr 2007 |
| 24. Sep. 2007 | Continental                  | TUI                          | Anpassung gemäß Dividendenrendite für das Jahr 2007 |
| 22. Sep. 2008 | Merck                        | Continental                  | Anpassung gemäß Dividendenrendite für das Jahr 2008 |
| 22. Sep. 2008 | MAN                          | Hypo Real Estate             | Anpassung gemäß Dividendenrendite für das Jahr 2008 |
| 22. Sep. 2008 | BMW                          | Deutsche Börse               | Anpassung gemäß Dividendenrendite für das Jahr 2008 |
| 23. März 2009 | Bayer                        | Commerzbank                  | Fast-Exit Regel, da die Commerzbank ankündigte im laufenden Jahr keine Dividenden auszuschütten. |
| 21. Sep. 2009 | K+S                          | Daimler                      | Anpassung gemäß Dividendenrendite für das Jahr 2009 |
| 21. Sep. 2009 | Siemens                      | Merck                        | Anpassung gemäß Dividendenrendite für das Jahr 2009 |
| 21. Sep. 2009 | Metro                        | BMW                          | Anpassung gemäß Dividendenrendite für das Jahr 2009 |
| 21. Sep. 2009 | Deutsche Börse               | Deutsche Bank                | Anpassung gemäß Dividendenrendite für das Jahr 2009 |
| 22. März 2010 | Linde                        | Deutsche Lufthansa           | Fast-Exit Regel, da die Lufthansa ankündigte im laufenden Jahr keine Dividenden auszuschütten. |
| 20. Sep. 2010 | Volkswagen                   | ThyssenKrupp                 | Anpassung gemäß Dividendenrendite für das Jahr 2010 |
| 20. Sep. 2010 | Beiersdorf                   | K+S                          | Anpassung gemäß Dividendenrendite für das Jahr 2010 |
| 20. Sep. 2010 | Merck                        | MAN                          | Anpassung gemäß Dividendenrendite für das Jahr 2010 |
| 19. Sep. 2011 | Deutsche Lufthansa           | Merck                        | Anpassung gemäß Dividendenrendite für das Jahr 2011 |
| 19. Sep. 2011 | Daimler                      | Linde                        | Anpassung gemäß Dividendenrendite für das Jahr 2011 |
| 19. Sep. 2011 | MAN                          | Volkswagen                   | Anpassung gemäß Dividendenrendite für das Jahr 2011 |
| 19. Sep. 2011 | BMW                          | Beiersdorf                   | Anpassung gemäß Dividendenrendite für das Jahr 2011 |
| 24. Sep. 2012 | Deutsche Bank                | Metro                        | Anpassung gemäß Dividendenrendite für das Jahr 2012 |
| 24. Sep. 2012 | K+S                          | MAN                          | Anpassung gemäß Dividendenrendite für das Jahr 2012 |
| 18. März 2013 | Volkswagen                   | Deutsche Lufthansa           | Fast-Exit Regel, da die Lufthansa ankündigte im laufenden Jahr keine Dividenden auszuschütten. |
| 23. Sep. 2013 | Continental                  | Deutsche Bank                | Anpassung gemäß Dividendenrendite für das Jahr 2013 |
| 22. Sep. 2014 | Deutsche Bank                | Continental                  | Anpassung gemäß Dividendenrendite für das Jahr 2014 |
| 22. Sep. 2014 | Deutsche Lufthansa           | K+S                          | Anpassung gemäß Dividendenrendite für das Jahr 2014 |
| 23. März 2015 | Linde                        | Deutsche Lufthansa           | Fast-Exit Regel, da die Lufthansa ankündigte im laufenden Jahr keine Dividenden auszuschütten. |
| 21. Sep. 2015 | K+S                          | Linde                        | Anpassung gemäß Dividendenrendite für das Jahr 2015 |
| 21. Sep. 2015 | Vonovia                      | Bayer                        | Anpassung gemäß Dividendenrendite für das Jahr 2015 |
| 21. Dez. 2015 | Adidas                       | Deutsche Bank                | Fast-Exit Regel, da die Deutsche Bank ankündigte für das laufende Geschäftsjahr keine Dividenden auszuschütten. |
| 21. März 2016 | Linde                        | RWE                          | Fast-Exit Regel, da die RWE ankündigte im laufenden Jahr keine Dividenden auszuschütten. |
| 19. Sep. 2016 | Bayer                        | Volkswagen                   | Anpassung gemäß Dividendenrendite für das Jahr 2016, K+S musste den DAX verlassen, da die Marktkapitalisierung zu stark gesunken war. |
| 19. Sep. 2016 | Deutsche Lufthansa           | Adidas                       | Anpassung gemäß Dividendenrendite für das Jahr 2016, K+S musste den DAX verlassen, da die Marktkapitalisierung zu stark gesunken war. |
| 19. Sep. 2016 | ProSiebenSat.1               | K+S                          | Anpassung gemäß Dividendenrendite für das Jahr 2016, K+S musste den DAX verlassen, da die Marktkapitalisierung zu stark gesunken war. |
| 25. Okt. 2017 | Linde plc                    | Linde AG                     | Im DAX wurde die Aktie der Linde AG zunächst ersetzt durch die Aktie „Linde AG z. Umtausch eingereichte Aktie“ und nach Aktientausch durch die Linde plc. |
| 24. Sep. 2018 | Covestro                     | Deutsche Börse               | Anpassung gemäß Dividendenrendite für das Jahr 2018 |
| 24. Sep. 2018 | RWE                          | ProSiebenSat.1               | Anpassung gemäß Dividendenrendite für das Jahr 2018 |
| 23. Sep. 2019 | Volkswagen                   | Linde plc                    | Anpassung gemäß Dividendenrendite für das Jahr 2019 |
| 23. Sep. 2019 | Continental                  | Vonovia                      | Anpassung gemäß Dividendenrendite für das Jahr 2019 |
| 23. März 2020 | HeidelbergCement             | Deutsche Lufthansa           | Fast-Exit Regel, da die Lufthansa ankündigte im laufenden Jahr keine Dividenden auszuschütten. |
| 21. Sep. 2020 | Henkel                       | HeidelbergCement             | Anpassung gemäß Dividendenrendite für das Jahr 2020 |
| 21. Sep. 2020 | Vonovia                      | Volkswagen                   | Anpassung gemäß Dividendenrendite für das Jahr 2020 |
| 11. Mai 2021  | Deutsche Wohnen              | Continental                  | Fast-Exit Regel, da Continental ankündigte im laufenden Jahr keine Dividenden auszuschütten. |
| 20. Sep. 2021 | HeidelbergCement             | Daimler                      | Anpassung gemäß Dividendenrendite für das Jahr 2021 |
| 20. Sep. 2021 | Porsche                      | Deutsche Wohnen              | Anpassung gemäß Dividendenrendite für das Jahr 2021 |
| 20. Sep. 2021 | Volkswagen                   | Henkel                       | Anpassung gemäß Dividendenrendite für das Jahr 2021 |
| 19. Sep. 2022 | Continental                  | RWE                          | Anpassung gemäß Dividendenrendite für das Jahr 2022 |
| 19. Sep. 2022 | Mercedes-Benz                | Siemens                      | Anpassung gemäß Dividendenrendite für das Jahr 2022 |
| 18. Sep. 2023 | Deutsche Bank                | Continental                  | Anpassung gemäß Dividendenrendite für das Jahr 2023 |
| 18. Sep. 2023 | Fresenius SE                 | Deutsche Telekom             | Anpassung gemäß Dividendenrendite für das Jahr 2023 |
| 18. Sep. 2023 | Daimler Truck                | Covestro                     | Anpassung gemäß Dividendenrendite für das Jahr 2023 |
| 18. Dez. 2023 | Deutsche Telekom             | Fresenius SE                 | Fast-Exit Regel, da Fresenius ankündigte im laufenden Jahr keine Dividenden auszuschütten. |

In den rund 20 Jahren seit Erstberechnung sind mit den Anteilsscheinen von BASF und E.ON lediglich zwei Aktien bis heute ununterbrochen im DivDAX vertreten. Zu den am längsten enthaltenen Werten zählen seit 2002 auch die der Deutschen Post. Ihnen folgen die Aktien der Deutschen Telekom und der Münchener Rück, welche beide seit 2005 Indexbestandteil sind.
Die Fast-Exit Regel, welche Aktiengesellschaften ausschließt, die planen keine Dividende auszuschütten, kam insgesamt neun Mal bei zusammen sechs Gesellschaften zur Anwendung. Am häufigsten betraf es die Lufthansa mit vier Herausnahmen aus dem Index.

## Entwicklung des Performanceindex
Ausgangspunkt der Indexberechnung ist der 17. September 2004 mit einem Stand von 100 Punkten. Am 4. Oktober 2004 erreichte der DivDAX rechnerisch mit 100,40 Punkten erstmals einen Stand über der Marke von 100 Punkten. Nach der Einführung des Index am 1. März 2005 wurde der erste Schlusskurs bei 114,20 notiert. Am 30. April 2007 schloss der Index mit 200,28 Punkten zum ersten Mal über der Marke von 200 Punkten. Auf Schlusskursbasis durchbrach der DivDAX die 300 Punkte erstmals am 5. März 2015 und markierte am 23. Januar 2018 ein zwischenzeitliches Allzeithoch bei 354,11 Punkten. Am 27. Dezember 2018 fiel der DivDAX auf ein Jahrestief bei 278,60 Punkten. Seit Januar 2019 notierte er wieder über der 300 Punkte Marke und markierte ein neues Allzeithoch im November 2019 mit 359,08 Punkten. Im Zuge der COVID-19-Pandemie in Deutschland fiel der DivDAX Mitte März 2020 auf ein Mehrjahrestief von 209,70 Punkten. Mit über 40 % Kursverfall in weniger als einem Monat war es der historisch größte Börsenkrach für deutsche Aktien. Ende Mai 2020 verzeichnete der Index wieder einen Stand über 300 Punkten.
Die Tabelle zeigt das erstmalige Überschreiten der jeweils nächsten 100-Punkte-Marke auf Schlusskursbasis, des seit September 2004 berechneten DivDAX-Performanceindex.
| erster Schlussstand über | Schlussstand in Punkten | Datum           |
| ------------------------ | ----------------------- | --------------- |
| 100                      | 100,40                  | 4. Oktober 2004 |
| 200                      | 200,28                  | 30. April 2007  |
| 300                      | 302,58                  | 5. März 2015    |
| 400                      | 404,06                  | 18. März 2021   |

Da der Index bis ins Jahr 1999 zurückgerechnet wird, liegt der historisch niedrigste Stand bei 49,37 Punkten, welcher sich für den 12. März 2003 ergeben hätte. Ebenfalls nur rein rechnerisch hätte der DivDAX bereits im September 1999 die Marke von 100 Punkten erreicht.

### Höchststände
Die Übersicht zeigt die Allzeithöchststände des DivDAX als Performanceindex (mit Dividenden) und als Kursindex (ohne Dividenden).
| Index            | Punkte | Datum         |
| ---------------- | ------ | ------------- |
| Performanceindex | 487,95 | 15. Mai 2024  |
| Kursindex        | 199,72 | 4. April 2024 |